# Есмань (станція)
Есмань — тупикова залізнична станція 5-го класу Конотопської дирекції Південно-західної залізниці. Розташована на лінії Хутір-Михайлівський — Ворожба між станцією Свеса (18 км) та платформою Клевань (12 км) в однойменному селищі Глухівського району Сумської області.

## Історія
Назву станція отримала від села, що розташоване поруч. За однією з версій, станцію відкрили 1956 року, тоді ж було побудовано вокзал, що сполучає й приміщення чергового по станції. Однак згадки про цю станцію зустрічаються й до початку Другої світової війни. Ймовірно, вона з'явилася на початку XX століття під час будівництва залізниці Орша — Ворожба.
У повісті «Хінельські походи» згадуються події, які відбувалися на станції у 1942 році: звідти вивозили запаси зерна до Глухова, які на той момент були найбільшими в Сумській області, а після цього станція була повністю зруйнована радянськими військами. Тоді ж головний комісар Сумщини генерал-лейтенант Нейман припускав, що, ймовірно, залізнична лінія Хутір-Михайлівський —  Ворожба відновлена не буде, але її відновили після війни. Однак його слова виявилися пророчими. 
1997 року рух поїздів на дільниці Есмань — Локоть у напрямку Росії припинився через низький пасажиропотік. У 2007 році дільницю від станції Есмань до державного кордону України з Росією демонтовано, таким чином, вона стала тупиковою, тому зараз станція є кінцевою на допоміжній лінії Хутір-Михайлівський — Есмань.